# Айе, Валери
Валери Айе (фр. Valérie Hayer; род. 6 апреля 1986, Майен, метрополия Франции) — французский политик, член партии «Возрождение». Лидер фракции Европарламента «Обновляя Европу» с 25 января 2024 года.

## Биография
Родилась 6 апреля 1986 года в Шато-Гонтье (департамент Майен), провела детство на родительской ферме близ Сен-Дени-д’Анжу, пошла в школу в городе Майен. Получила высшее юридическое образование, специализируясь в публичном праве, работала экспертом по финансовым вопросам в местном самоуправлении. В 2008 году избрана муниципальным депутатом Сен-Дени-д’Анжу, в 2014 году переизбрана, в 2015 году стала депутатом департаментского совета Майена. Будучи членом Союза демократов и независимых, в 2017 году поддержала президентскую кампанию Эмманюэля Макрона и перешла в его партию «Вперёд, Республика!». После неудачных попыток избрания в Национальное собрание и Сенат Франции была избрана в 2019 году в Европейский парламент по списку «Возрождение» от своей партии ВР.
25 января 2024 года избрана лидером фракции Европарламента Обновляя Европу после назначения Стефана Сежурне министром иностранных дел Франции.
25 февраля 2024 года возглавила партийный список на предстоящих выборах в Европарламент.
9 июня 2024 года завершились выборы в Европейский парламент, по итогам которых выстроенный вокруг президентской партии «Возрождение» блок под названием Besoin d’Europe (Необходимость Европы) во главе с Валери Айе потерпел тяжёлое поражение с результатом 14,6 %, обеспечив себе 13 депутатских мандатов из 81, отведённых Франции. Правая коалиция на основе Национального объединения La France revient ! (Франция возвращается!) получила 31,37 % голосов и 30 мест в Европарламенте.